# Витцинские Выселки
Витцинские Выселки — опустевшая деревня в Плавском районе Тульской области в составе Пригородного сельского поселения

## География
Деревня находится в юго-западной части Тульской области на расстоянии приблизительно 20 км на запад-юго-запад по прямой от города Плавск, административного центра района.

## История
В конце 1930-х годов здесь было отмечено 33 двора. По состоянию на 2020 год опустела. 

## Население
Постоянное население составляло 1 человек (русские 100 %) в 2002 году, 0 в 2010.